# Daniel Davari
Daniel Davari (en persa: دانیال داوری‎; Gießen, Alemania, 6 de enero de 1988) es un futbolista iraní. Juega de portero y su equipo es el Rot-Weiß Oberhausen de la Regionalliga West y la selección nacional de Irán.

## Selección nacional
El 21 de enero de 2013 se confirmó que Davari había sido invitado a la selección de fútbol de Irán por el entrenador Carlos Queiroz. Davari, quien nació en Gießen, Alemania, de madre polaco-alemana y padre iraní, podía elegir entre jugar ya sea para Alemania, Polonia o Irán. No obstante, Davari rechazó la invitación de Irán para el partido clasificatorio para la Copa de la AFC contra Líbano, ya que la fecha coincidía con un partido crucial con su club, indicando que aceptaría una invitación para el siguiente partido de la selección.
Hizo su debut con Irán en un partido contra Tailandia el 15 de noviembre de ese mismo año, manteniendo su valla invicta en la victoria 3-0 por las eliminatorias a la Copa de la AFC.
Fue convocado por el seleccionador de Irán, quedando entre los convocados para disputar la copa del mundo de Brasil 2014.

### Partidos con la selección nacional
| Selección | Partidos | Goles |
| --------- | -------- | ----- |
| Irán      | 4        | 0     |

## Participaciones en Copas del Mundo
| Mundial                        | Sede   | Resultado      | Partidos | Goles |
| ------------------------------ | ------ | -------------- | -------- | ----- |
| Copa Mundial de Fútbol de 2014 | Brasil | Fase de grupos | 0        | 0     |